# Paradise Lost
Paradise Lost [peredaiz lost, ztracený ráj] je původně death/doommetalová skupina založená roku 1988 v Halifaxu, Anglie. Název je podle stejnojmenné básně Johna Miltona Ztracený ráj z roku 1667.
Zprvu hrála death/doom, později se ve své tvorbě prezentovala gothic metalem.

## Členové

### Současní členové
- Nick Holmes - zpěv (1988-současnost)
- Greg Mackintosh - sólová kytara (1988-současnost)
- Aaron Aedy - akustická kytara (1988-současnost)
- Steve Edmondson - basová kytara (1988-současnost)
- Guido Montanarini - bicí (od 2023)

### Dřívější členové
- Matthew Archer – bicí (1988-1994)
- Lee Morris - bicí (1994-2004)
- Jeff Singer - bicí (2004-2008)
- Adrian Erlandsson - bicí (2009-2016)
- Waltteri Väyrynen - bicí (2016-2022)

## Diskografie

### Studiová alba
- Lost Paradise (1990)
- Gothic (1991)
- Shades of God (1992)
- Icon (1993)
- Draconian Times (1995)
- One Second (1997)
- Host (1999)
- Believe in Nothing (2001)
- Symbol of Life (2002)
- Paradise Lost (2005)
- In Requiem (2007)
- Faith Divides Us - Death Unites Us (2009)
- Tragic Idol (2012)
- The Plague Within (2015)
- Medusa (2017)
- Obsidian (2020)
- Icon 30 (2023)

### Singly
- In Dub (1990)
- As I Die (1992)
- Gothic EP (1994)
- Seals the Sense (1994)
- Forever Failure (1995)
- The Last Time (1995)
- True Belief 97 (1997)
- Say Just Words (1997)
- One Second (1997)
- Permanent Solution (1999)
- So Much is Lost (1999)
- Fader (2001)
- Mouth (2001)
- Erased (2002)
- Forever After (2005)
- The Enemy (2007)